# کوهستان کایزر
کوهستان کایزر (آلمانی: Kaisergebirge) کوهستانی است در آلپ شمالی و شرقی که شامل دو خط‌الرأس سامر کایزر و ویلدر کایزر به سمت جنوب می‌شود. تمام این کوهستان در ایالت تیرولاتریش و بین شهرهای کوف‌اشتاین و سنت یوهان این تیرول واقع شده‌است. برخی از بهترین مناظر کوهستانی آلپ شمالی در کوهستان کایزر دیده می‌شود.